# Exhale (canção de Sabrina Carpenter)
"Exhale" é uma música gravada pela cantora americana Sabrina Carpenter de seu quarto álbum de estúdio, Singular: Act II (2019), lançada como o segundo single do álbum em 3 de maio de 2019. Antes do lançamento da música, Carpenter apresentou a música como um encore na Singular Tour.

## Antecedentes e lançamento
Carpenter afirmou que "Exhale" é a música mais difícil para ela cantar, pois fica muito emocionada. Carpenter também descreveu a música como a música mais pessoal e vulnerável até agora. Carpenter começou a tocar a música como bis do Singular Tour. Após a recepção de seus fãs, Carpenter pensou em colocar a música no Singular: Act II, antes de finalmente decidir incluí-la na lista de faixas.
Em abril de 2019, Carpenter afirmou que "Exhale" seria lançado muito em breve, presumivelmente sendo lançado como single. Carpenter alimentou ainda mais os rumores no Billboard Music Awards de 2019, dizendo que ela lançaria sua "música mais pessoal ainda" em breve.  Em 2 de maio de 2019, Carpenter anunciou formalmente o single através de suas mídias sociais. A música foi lançada naquela noite.
A música foi escrita em 2019, pouco antes de Carpenter embarcar na Singular Tour, por Carpenter, Ross Golan e o produtor da música, Johan Carlsson. Os vocais foram produzidos por Carlsson e Noah Passovoy. Carlsson tocou guitarra, programou e serviu os vocais de fundo com Carpenter e Golan na faixa. As cordas foram gravadas e editadas por Mattias Bylund no Studio Borgen em Partille e organizadas por Nils-Petter Ankarblom. A orquestra é composta por David Bukovinszky no violoncelo, Mattias Johansson no violino e Bylund e Ankarblom nos sintetizadores de cordas. A música foi mixada por Serban Ghenea no MixStar Studios em Virginia Beach e John Hanes serviu como engenheiro de mixagem. A música foi masterizada no Sterling Sound, em Nova York, por Chris Gehringer, com Will Quinnell atuando como assistente.

## Composição
"Exhale" é uma balada midtempo pop e electro-R&B que dura dois minutos e quarenta e quatro segundos. Liricamente, a música é sobre pressão e ansiedade na vida e a necessidade de respirar ou romper com elas.

## Videoclipe
Um vídeo visual acompanhou o lançamento da música. Ele apresenta uma versão editada digitalmente da obra de arte única em movimento. O videoclipe oficial da música estreou nos canais Carpenter no YouTube e VEVO em 17 de maio de 2019. Foi dirigido por Mowgly Lee e apresenta Carpenter cantando em um vale. No final do vídeo, os vocais do estúdio de Carpenter se transformam em uma a cappella ao vivo cantando a música. John Blistein, da Rolling Stone, chamou o vídeo de "simples, mas afetante".

## Performances ao vivo
"Exhale" foi apresentada no encore da Singular Tour.

## Créditos e pessoal
Gravação e gerenciamento
- Gravações e edição de cordas no Studio Borgen (Partille, Suécia)
- Mixado no MixStar Studios (Virginia Beach, Virgínia)
- Masterizado em Sterling Sound (Nova York)

MXM (ASCAP) todos os direitos administrados pela Kobalt Songs Music Publishing (ASCAP), Back In Djibouti (BMI) e Warner Tamerlane Publishing Corp. (BMI) todos os direitos próprios e Back In Djibouti administrados pela Warner-Tamerlane Publishing Corp., Seven Summits Música (IMC) obo-se e Pink Mic Music (IMC)
Pessoal
- Sabrina Carpenter - vocal, composição, vocal de fundo
- Johan Carlsson - composição, produção para MXM Productions, produção vocal, vocais de fundo, programação, guitarra elétrica
- Ross Golan - composição, vocais de fundo
- Noah Passovoy - produção vocal
- Mattias Johansson - violino
- Mattias Bylund - sintetizador de cordas, gravação de cordas, edição de cordas
- Nils-Petter Ankarblom - sintetizador de cordas, arranjo de cordas
- David Bukovinszky - violoncelo
- Serban Ghenea - mistura
- John Hanes - engenharia
- Chris Gehringer - masterização
- Will Quinnell - assistente

Créditos adaptados das notas iniciais de Singular: Act II.

## Desempenho nas tabelas
| Tabelas Semanais(2019)           | Melhor posição |
| -------------------------------- | -------------- |
| Nova Zelândia Hot Singles (RMNZ) | 35             |

## Históricos de lançamentos
| Região | Data              | Formato(s)       | Gravadora | Ref.   |
| ------ | ----------------- | ---------------- | --------- | ------ |
| Mundo  | 3 de maio de 2019 | Download digital | Hollywood | [ 10 ] |